# Gustav Bosse

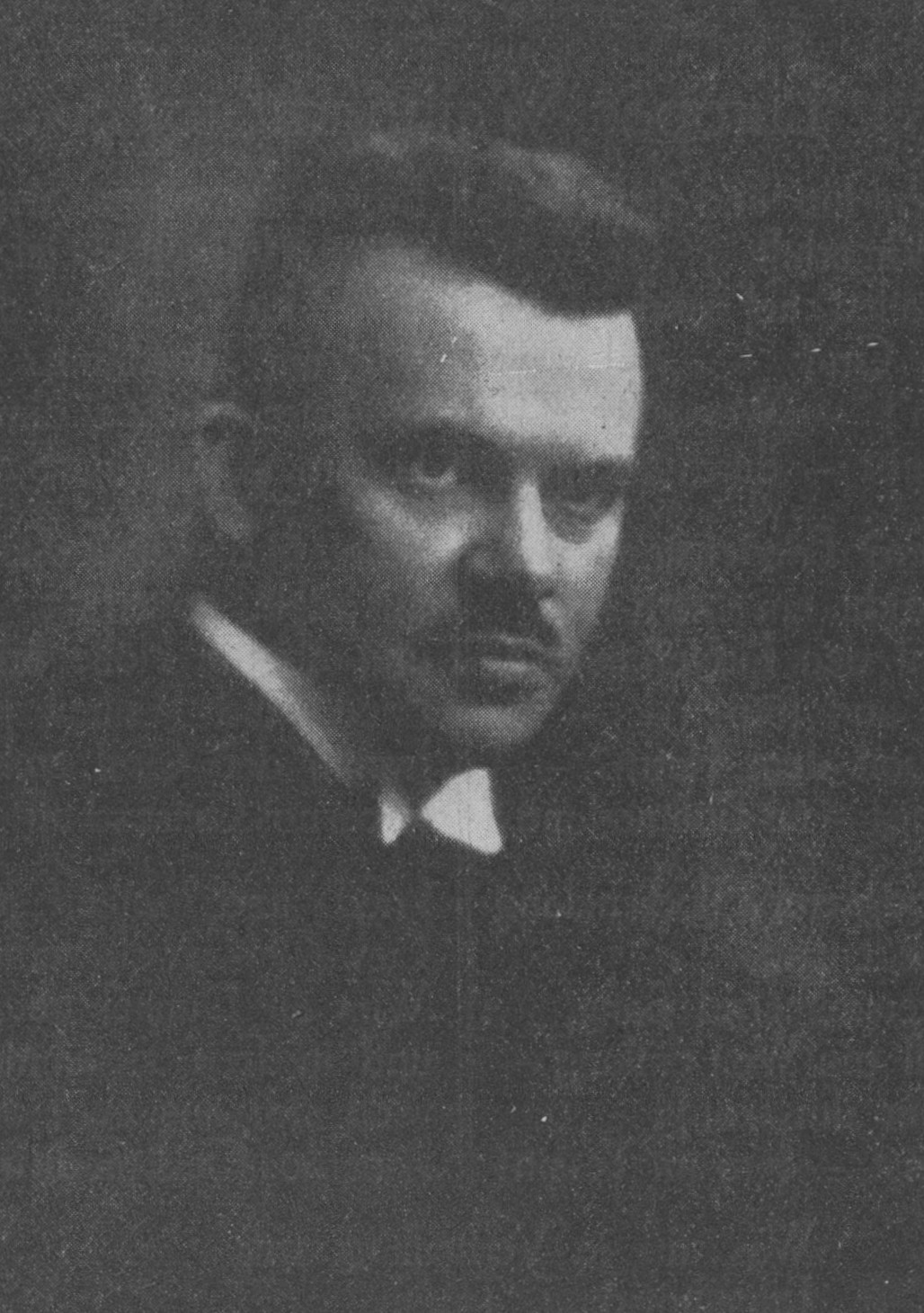
Gustav Bosse, um 1925

Gustav Bosse (* 6. Februar 1884 in Vienenburg/Harz; † 27. März 1943 in Regensburg) war ein deutscher Musikbuchverleger. 

## Leben
Geboren als Sohn des Zuckerfabrikdirektors und Musikverlegers Fritz Bosse trat er 1907 als Prokurist und Teilhaber in die Regensburger Graphische Kunstanstalt Heinrich Schiele ein. Nach dem Tod Schieles heiratete Bosse die Witwe Sophie Schiele, 1911 übernahm er die Kunstanstalt.
Im Jahre 1912 gründete Bosse in Regensburg den Gustav Bosse Verlag für Musikbücher, damals war er auch Vorstand des Kaufmännischen Vereins Regensburg. Schon das Programm der Schriftenreihe Deutsche Musikbücherei zeigt eine strikt anti-modernistische, deutsch-nationale Ausrichtung. Seit 1919 verband ihn eine Freundschaft mit dem Buch-Illustrator Hans Wildermann, der viele seiner Druckerzeugnisse bebilderte. Bosse wurde 1924 als Mitglied der rechtsextremen Deutschnationalen Partei in den Regensburger Stadtrat gewählt, dem er bis 1929 als Teil der antisemitisch agierenden „Deutschnational-völkischen Fraktion“ angehörte.
Unter Bosse druckte die Kunstanstalt Schiele die ersten regionalen Zeitungen der Nationalsozialisten, wie etwa das Regensburger Tagblatt, oder das Schaffende Volk. Im Jahre 1923 wurden in Regensburg Plakatanschläge des Völkischen Beobachters veröffentlicht, die heftige Kontroversen auslösten und vom  Schiele Verlag gedruckt wurden.
Ab 1927 war Bosse erster Vorstand des Kunst- und Gewerbevereins Regensburg, unter seiner Vorstandschaft wurde 1933 im Zuge der Gleichschaltung das nationalsozialistische „Führerprinzip“ und der sogenannte „Arierparagraph“ eingeführt. Vereinsmitglied konnte nur noch werden, wer ‚arischer Abstammung‘ und nicht mit Angehörigen der ‚jüdischen Rasse‘ verheiratet ist. Jüdische Mitglieder wurden ausgeschlossen.
Schon vor 1933 arbeitete Bosse eng mit Gliederungen und Organisationen der NSDAP zusammen. Als Vorstand des Kunst- und Gewerbevereins Regensburg holte Bosse im Januar 1936 zusammen mit Walter Boll, ebenso Vereinsvorstand und Obmann der NS-Kulturgemeinde, die Vorgängerversion der Ausstellung „Entartete Kunst“ nach Regensburg. Das Informationsblatt mit antisemitischen Parolen zur Ausstellung wurde von der Graphische Kunstanstalt Heinrich Schiele gedruckt.
Er gab 1929 bis zu seinem Tode 1943 die Zeitschrift für Musik heraus. 1939 wurde er zum Ehrensenator der Universität Köln aufgrund seiner Verdienste um die Anton-Bruckner-Bewegung ernannt.
Bosse trat zum 1. Mai 1933 der NSDAP bei (Mitgliedsnummer 2.530.992), die er allerdings Anfang 1939 wieder verließ. Zudem war er Führer des Kunstringes der NS-Gemeinschaft Kraft durch Freude. Am 19. März 1938 gab Bosse zum Fragebogen der Reichsschrifttumskammer folgende autobiographische Auskunft:
„Nach dem Kriege war ich in den Nationalen Kämpfen für ein neues Deutschland vielfach tätig. 1919 war ich Mitbegründer des Bürgerblocks und später Mitbegründer und Bezirksführer der Einwohnerwehr. Auch war ich Gründungsmitglied der Ortsgruppe des deutschen Offiziersbundes. 1920/21 gründete ich gemeinsam mit Prof. Dr. Wiedenbauer die Ortsgruppe der Deutschnationalen Partei, der ich bis 1933 als Vorstandsmitglied angehörte. Die 1922 hier erfolgte Gründung der NSDAP durch Herrn Reiter wurde von mir mit Rat und Tat unterstützt. Zugleich wurde ich Vorsitzender der Vereinigten Vaterländischen Verbände Regensburgs. (…) In den Entscheidungskämpfen vor 1933 stellte ich dem damaligen Gauleiter Franz Maierhofer meine Druckerei für den Druck der Gauamtlichen Kampfzeitung ‚Schaffendes Volk‘ zur Verfügung. Ich habe diesen Kampf aufs äußerste unterstützt durch Hergabe größter Kredite, die meine eigenen Mittel schwer überspannten, so daß ich Ende 1932 - Anfang 1933 durch die Überspannung meiner Bankkredite und der Kredite meiner Lieferanten selbst in eine sehr schwierige Lage kam. In dieser schweren Lage sprang damals der Führer selbst helfend ein, indem er durch den Stellvertreter des Führers und durch einen Abgesandten seiner Kanzlei, Herrn Stark. RM. 28.000 abdecken ließ.“
Im Winter 1938/39 versuchte Bosse an der „Arisierung“ des Musikverlags C. F. Peters Leipzig teilzuhaben. Seine Anfrage beim Reichswirtschaftsministerium, ob er den Verlag übernehmen könne, scheiterte daran, dass er nur musikliterarische Werke verlegte und damit die Qualifikation eines Musikverlegers nicht erfüllte.
Laut einer historischen Untersuchung nahm „in den zwanziger Jahren bürgerliche Kulturinteressen (Oper, Museum) in Regensburg (keiner) entschiedener wahr als“ Bosse.

## Schriften
- „‚Führerverantwortlichkeit‘ oder ‚Revolution der Straße‘?“ in: Zeitschrift für Musik C/5, Mai 1933. S. 483–485.